# Christoph Gottlieb Schröter
Christoph Gottlieb Schröter (ur. 10 sierpnia 1699 w Hohenstein, zm. 20 maja 1782 w Nordhausen) – niemiecki organista, teoretyk muzyki i kompozytor.

## Życiorys
Podstaw muzyki uczył się od ojca. W 1706 roku został posłany do Drezna, gdzie śpiewał jako sopranista w kapeli książęcej i uczył się gry na instrumentach klawiszowych. Kształcił się w zakresie gry organowej i fugi w drezdeńskiej Kreuzschule. W latach 1717–1718 studiował teologię w Lipsku. Po powrocie do Drezna pracował jako pomocnik Antonio Lottiego, kopiując jego partytury. W 1719 roku został zatrudniony jako sekretarz u nieznanego z nazwiska arystokraty i w kolejnych latach odwiedził kraje niemieckie, Holandię oraz Anglię. W latach 1724–1726 wykładał na uniwersytecie w Jenie. Pełnił funkcję organisty w kościołach w Minden (1726–1732) i Nordhausen (1732–1782). Od 1739 roku był członkiem założonego przez Wawrzyńca Mitzlera Correspondierende Societät der musicalischen Wissenschaften.
Był autorem licznych prac teoretycznych, m.in. Deutliche Anweisung zum Generalbaß (wyd. Halberstadt 1772). Zajmował się projektowaniem instrumentów klawiszowych. W listach opublikowanych przez Friedricha Wilhelma Marpurga w czasopiśmie Kritische Briefe über die Tonkunst uważał się za wynalazcę fortepianu z mechanizmem młoteczkowym, co jednak jest współcześnie podważane przez badaczy, przyznających pierwszeństwo Bartolomeo Cristoforiemu.
Skomponował m.in. 5 kantat, 4 pasje, Sieben Worte Jesu oraz szereg utworów instrumentalnych. Zapisy utworów Schrötera uległy zniszczeniu w 1761 roku, kiedy podczas okupacji Nordhausen francuscy żołnierze splądrowali i podpalili dom kompozytora.